# Étude op. 25, no 6 de Chopin
Pour un article plus général, voir Études de Chopin.

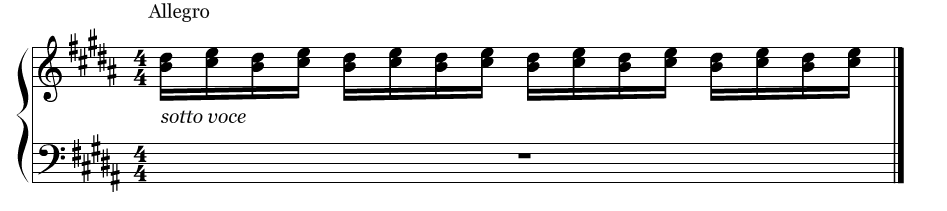
Incipit de l'Étude op. 25 no 6.

L'Étude op. 25, no 6, en sol dièse mineur, est une étude technique composée par Frédéric Chopin qui se concentre sur les tierces, en les trillant à une vitesse élevée. Également appelée Étude des doubles tierces, elle est considérée comme l'une des plus difficiles des 24 Études de Chopin, se classant au plus haut niveau de difficulté selon le classement de Henle.

## Difficultés techniques
La difficulté la plus évidente est le trille rapide des tierces, comme au début de la pièce. Mais il y a aussi d'autres difficultés, comme jouer une gamme chromatique en tierces d'une seule main ( mesure 5), et alterner des accords avec les doigtés 3-5 et 1-2 (mesure 27). À un moment donné ( mesure 31), les deux mains jouent ensemble des accords descendants de septième diminuée.